# Neobythitoides
Neobythitoides is een monotypisch geslacht van straalvinnige vissen uit de familie van naaldvissen (Ophidiidae).

## Soort
- Neobythitoides serratus Nielsen & Machida, 2006.[2]